# Dial (Armbanduhr)
dial (englisch für Zifferblatt) ist eine auf Sprachsteuerung basierende Smartwatch.

## Eigenschaften
Sie wurde auf dem Mobile World Congress 2016 in Barcelona erstmals vorgestellt, zusammen mit dem Kooperationspartner, der Deutschen Telekom. Entwickler der dial ist das amerikanische Start-up-Unternehmen iam+, das von will.i.am, dem Sänger der Black Eyed Peas, gegründet wurde und von dem Unternehmer Chandra Rathakrishnan geleitet wird.

## Technische Spezifikationen
Die Besonderheit der dial ist die Möglichkeit, das Gerät ohne eine Verbindung zu einem Smartphone benutzen zu können. Internet- und Telefoniefunktionen werden durch einen eingebauten Nano-SIM-Slot ermöglicht. Eine Kopplung mit einem Smartphone ist nicht möglich.
Das Armband kann sowohl über eine Sprachfunktion als auch über einen 1,6-Zoll-Touchscreen gesteuert werden. iam+ setzt bei der dial nicht auf Android Wear oder Tizen, sondern auf ein proprietäres Betriebssystem – in diesem Fall AneedA. Das Betriebssystem ist außerdem Namensgeber für das integrierte Sprachsystem. Das Unternehmen entwickelte die Sprachsteuerung in Zusammenarbeit mit dem Sprachsoftwarehersteller Nuance und beschreibt es als das erste Sprach-Betriebssystem der Welt.
Die dial ist mit dem Streaming-Dienst von iam+ vernetzt, über welchen nach eigenen Angaben über 20 Millionen Musiktitel kostenlos gestreamt werden können. Diese können auch auf dem internen Speicher der Uhr gespeichert werden.
| Displayauflösung | 320 × 320 Pixel |
| Abmessungen      | 38 mm breit |
| Prozessor        | Qualcomm SoC Snapdragon 400 |
| Betriebssystem   | AneedA |
| Display          | 1,63-Zoll-Multitouch-AMOLED |
| SIM              | Nano-SIM |
| Schutzart        | IP54 |
| Funktionen       | Anrufbenachrichtigung, Aufnahme/Memo, Fotografie, Kalender, Kalorienverbrauch, Laufaufzeichnung, Musikwiedergabe, Navigation, Sprachassistent, Stoppuhr, Telefonbuch, Terminerinnerung, Textbenachrichtigungen, Wecker, zurückgelegte Distanz |
| Farben           | schwarz, weiß |
| Größe            | Medium (160–182 mm) und Large (175–197 mm) |
| Audiocodec       | WCD9302 |
| Speicher         | 32 GB |
| Arbeitsspeicher  | 2 GB |
| Konnektivität    | Bluetooth 4.0, 3G, WiFi, GPS |
| Kamera           | 2 MP |
| Akku             | 800 mAh |
| Sonstiges        | Umgebungslichtsensor, Gyroskop, Lautsprecher, Vibrationsfunktion, Beschleunigungssensor, Barometer, Gorilla Glas 3.0, Schrittmesser, Lagesensor                                                                                               |

Anwendungen auf der dial wurden von will.i.am als Skills vorgestellt. Das Wearable kommt bereits mit vorinstallierten Skills auf den Markt, AneedA sei allerdings „eine offene Plattform für Entwickler, um mehr Skills für sie zu entwickeln“.

## Kritik
Auch wenn die dial in zwei unterschiedlichen Größen angeboten wird, gibt es Kritik an den Abmessungen der Smartwatch: Bei einigen Handgelenken würde das Armband nicht passen. Die dial lässt sich lediglich mit einer SIM-Karte des jeweiligen Kooperationspartners kaufen und bedienen. Dieser Umstand stößt auf Kritik.

„Viel mehr stört mich aber die Tatsache, dass ich damit zu einer weiteren SIM-Karte und entsprechend zu einem weiteren Vertrag genötigt werden soll.“

Auch das Design der dial wird von Portalen im Netz unterschiedlich bewertet. John McCann schreibt dazu:

“The biggest surprise about will.i.am’s new smartwatch? It actually looks good.”

Der Spiegel berichtet, dass es bei der Vorstellung in Barcelona Assoziationen mit einer Fußfessel gegeben hat und fragt:

„Armband oder Fußfessel?“

### Vorgeschichte von iam+
Der Technik-Journalist James Cook etwa glaubt nicht an einen Erfolg der dial. Er macht dies unter anderem an der Unternehmensgeschichte von iam+ und der unternehmerischen Misserfolge von Rathakrishnan fest.

“The company he created and self-funded, i.am+, has only ever launched one product, called the foto.sosho camera case. It was, by all accounts, a complete disaster. […] The man who cofounded i.am+ with will.i.am, Chandrasekar Rathakrishnan, is an infamous businessman with a controversial history filled with court cases and failed products.”

## Verfügbarkeit
Seit dem 13. Mai 2016 wird die dial über den britischen Anbieter three in Großbritannien verkauft. Die Telekom hat angekündigt, die Smartwatch noch in diesem Jahr auch in Deutschland auf den Markt zu bringen. Ein genaues Veröffentlichungsdatum nannte sie allerdings nicht.